# Ételpiramis

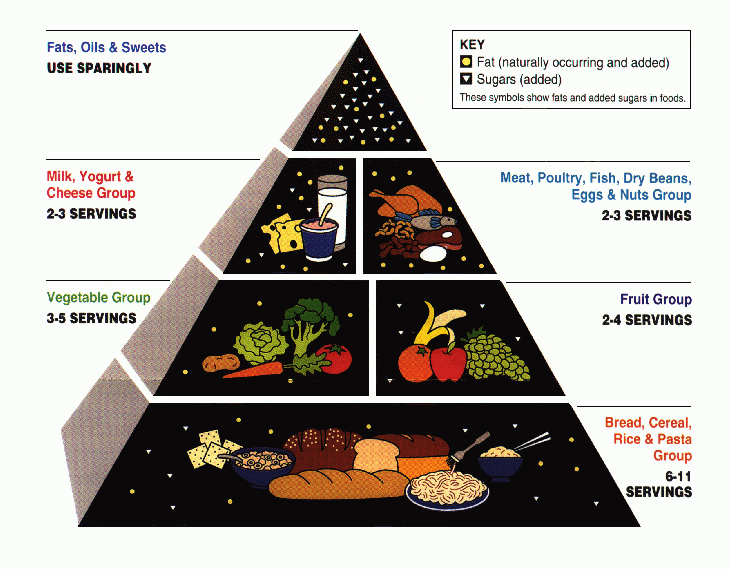
USDA ételpiramis

Az élelmiszerpiramis egy piramis formájú szemléltető eszköz a helyes táplálkozáshoz. Az ábra a különféle ételcsoportokat osztja fel, annak ajánlott bevitele szerint. A klasszikus ábra alján a gabonák helyezkednek el, ezt a zöldségek-gyümölcsök követik, majd feljebb haladva a tejtermékek és húsok, a piramis csúcsán pedig a cukrok és zsírok találhatók. Az ábra értelmezése egyszerű, minél feljebb haladunk, annál kevesebbet kell fogyasztanunk az adott élelmiszercsoportból. Ez a táplálékpiramis mára már elavultnak számít, ám még mindig ez a legismertebb táplálkozási útmutató.

## Az első élelmiszer-piramisok
Az első piramist Svédországban hozták nyilvánosságra 1974-ben, melynek ötlete Anna Britt Agnsäter nevéhez kötődik. Ez már megközelítette az 1992-es verziót, ám mégis vetélytársra akadt a „Basic Seven” elnevezésű „étrendi körrel”, ami az élelmiszereket hét szeletre osztotta, ezek azonban egyenlő nagyságúak voltak, így nem jelezték, hogy miből mennyi az optimális bevitel.
Az 1992-ben, az Amerikai Egyesült Államokban létrehozott ábra már tudományosabbnak számít és 2005-ig az összes piramis ennek a mintájára készült. Ebben már különböző szimbólumokkal jelzik az ételekhez hozzáadott cukrokat, zsiradékokat, illetve megadják az ebből fogyasztandó optimális mennyiséget. Az elterjedésében fontos szerepet játszott az is, hogy a háziasszonyok számára bögrében, vagy tálban mérve írták le az ajánlott fogyasztást, így bárki számára egyszerűen értelmezhetővé vált. Ez az illusztráció a piramist még hat vízszintes szakaszra osztotta, de 2005-ben szükségessé vált ennek a módosítása.

## A Mypyramid
Az előzőekkel ellentétben a vízszintes csíkozást a függőleges váltotta fel és az elnevezés „Mypyramid”-ra változott, ami magyarul egyszerűen csak „új élelmiszerpiramis”-ként terjedt el, főként csak a tudatosan táplálkozók körében, a köztudatban, így a tankönyvekben továbbra is a klasszikus ábra maradt a mérvadó. A „Mypyramid” az egyes élelmiszercsoportokat különféle színekkel jelöli: a narancssárga a gabonaféléket, szénhidrátokat, a zöld a zöldségeket, a vörös a gyümölcsöket, a sárga az olajokat, a kék a tejtermékeket, a lila pedig a húsokat, tojást és hüvelyeseket ábrázolja. Az igazi különbség az, hogy itt előtérbe kerül az egyéni testmozgás, kalóriaszükséglet, melyet az ábrán megjelenő alak igyekszik szemléltetni. Értelemszerűen a lépcsőn felfelé haladva egyre többet kell fogyasztanunk a különböző ételekből.

## A Myplate

A „Myplate” program ikonja

2011 júniusában új táplálkozási iránymutatást adott ki az USDA (az Egyesült Államok Mezőgazdasági Hivatala), amely a „Myplate” elnevezést kapta. Az új ábra nem határozza meg, hogy pontosan mit fogyasszunk, inkább az alapanyagokra tér ki: a narancssárga ismét a gabonákat, szénhidrátokat jelöli, a zöld a zöldségeket, a piros a gyümölcsöket, a lila a fehérjét, a kék pedig a tejtermékeket hivatott jelölni. A „Myplate” egy kördiagramra emlékeztető tányért szimbolizál, ezzel azonban nem arra utal, hogy étkezésenként hasonlóan kell kinéznie az általunk fogyasztandó élelmiszereknek, ez az előbbiekhez hasonlóan egész napra vonatkozó útmutatást ad. A „Myplate” programra maga, Michelle Obama adta áldását, kihangsúlyozva továbbá a testmozgás fontosságát. A „Mypyramid” és a „Myplate” különös és egyben talán legnagyobb változása a fehérjék bevitelének megnövelése, amely százalékosan csak kevéssé tér el a szénhidrátokétól és az eddigieknél jóval nagyobb hangsúly kerül a zöldségek fogyasztására is.

## Fordítás
- Ez a szócikk részben vagy egészben  a   Food guide pyramid című angol Wikipédia-szócikk fordításán alapul.  Az eredeti cikk szerkesztőit annak laptörténete sorolja fel. Ez a jelzés csupán a megfogalmazás eredetét és a szerzői jogokat jelzi, nem szolgál a cikkben szereplő információk forrásmegjelöléseként.